# Pseudomantalania
Pseudomantalania  es un género de plantas con flores perteneciente a la familia de las rubiáceas. Incluye una sola especie: Pseudomantalania macrophylla J.-F.Leroy (1973).
Es nativo de Madagascar.